# كو هيون جيون
كو هيون جيون (13 ديسمبر 1993 بكوريا الجنوبية - ) هو لاعب كرة قدم كوري جنوبي في مركز الوسط. شارك مع منتخب كوريا الجنوبية تحت 23 سنة لكرة القدم. أما مع النوادي، فقد لعب مع نادي بوسان أي بارك.

## وصلات خارجية
- كو هيون جيون على موقع دوري كوريا الجنوبية (الإنجليزية)
- كو هيون جيون على موقع قاعدة بيانات كرة القدم.إي يو (الإنجليزية)
- كو هيون جيون على موقع Soccerway.com (الإنجليزية)